# Wik and the Fable of Souls
Wik and the Fable of Souls — компьютерная игра в жанре платформер, разработанная компанией Reflexive Entertainment. Выпущена 14 сентября 2004 года для PC и 14 декабря 2005 года для Xbox 360.

## Геймплей
Игрок управляет персонажем по имени Wik (рус. Вик), используя для передвижения комбинации прыжков и свой язык, принцип работы которого схож с принципом работы крюка-кошки. В путешествии главного героя сопровождает мулоподобное существо по имени Slotham (рус. Ленивец).
В игре имеется режим Истории (70 уровней), а также режим Соревнования (50 уровней). Главной задачей каждого уровня является сбор определённого количества личинок, которые игрок должен доставить своему партнёру, однако её выполнение ограничено по времени. К тому же, на большинстве уровней игроку будут препятствовать различные виды насекомых, хватая личинок и унося их за границу уровня.

## Отзывы и награды
| Сводный рейтинг | Сводный рейтинг |
| Агрегатор       | Оценка          |
| --------------- | --------------- |
| GameRankings    | 77,62 %         |

В 2005 году игра получила три награды на фестивале независимых игр в Сан-Франциско за победы в категориях "Innovation in Visual Art", "Innovation in Game Design" и "Seumas McNally Grand Prize", а также получила приз Академии Интерактивных Искусств и Наук за победу в категории "Downloadable Game of the Year".